# 向井美鈴
向井美鈴（むかい みすず、1980年1月2日 - ）は、山口県出身の競艇選手。
登録番号4017。身長151cm。血液型A型。84期。山口支部所属。ニックネームは「ミッスー」。同期は堀之内紀代子、片岡恵里など。

## 来歴
県立宇部商業を卒業し、1998年3月に本栖研修所（現在は柳川市のボートレーサー養成所）に84期訓練生として入所。本栖でのリーグ戦成績は、勝率4.77・複勝率30.65％・優出回数2回・優勝回数0回。1999年5月に児島でデビュー、同年9月びわこでデビュー初勝利。2004年2月に下関で行われたオール女子戦の日本MB選手会会長杯争奪戦競走でデビュー初優勝。その後もコンスタントに優勝を重ねている（現在の通算優勝回数5回）。2006年10月、プロゴルファーの篠田政茂と入籍（披露宴は2007年6月30日）。

## 経歴
- 1999年5月13日 児島で開催された「一般競走」3Rでデビュー（6着）。[1]
- 1999年9月6日 びわこ・一般戦で初1着。
- 2002年5月15日 多摩川・女子リーグ戦で初優出（2着）。
- 2004年2月11日 下関・日本MB選手会会長杯争奪戦競走で初優勝。[2]
- 2013年5月14日 鳴門・女子リーグ第13戦の優勝戦12R（1号艇）において、イン1コースから痛恨のフライング（コンマ03）を犯してしまい、F休み消化後半年間は女子王座・賞金女王（13位以下）・女子リーグ及びオール女子戦の斡旋が停止。この事故により、優勝戦の売上・99,426,600円の75%以上にあたる75,064,200円が返還となった。

## 人物・エピソード
- 高校在学中に日商簿記検定2級の資格を取得。